# Odkorowanie
Odkorowanie (łac. decorticatio) – zniszczenie kory mózgowej, zależy zwykle od niedotlenienia, także w postępujących chorobach degeneracyjnych ośrodkowego układu nerwowego. Niekiedy dochodzi tylko do przejściowej utraty czynności kory mózgowej (odkorowanie odwracalne).